# قائمة حلقات الخيميائي الفولاذي: فل متل آلكمست
الخيميائي الفولاذي FULLMETAL ALCHEMIST (باليابانية: 鋼の錬金術師 FULLMETAL ALCHEMIST)، يعرف بالدول الإنگليزية باسم الخيميائي المعدني بالكامل: أخوة (بالإنجليزية: Fullmetal Alchemist: Brotherhood) وتُترجم خطأً عادة إلى الكيميائي المعدني الكامل: الأخوة، هي السلسة الثانية والأخيرة من سلسلة أنميات الخيميائي الفولاذي، وتختلف عن السلسة الأولى بعدم احتوائها على أي حلقات غير مُقتبسة من المانگا، حيث أنها مبنية على المانگا دون أي تغيير.
بدأ عرض السلسة في 5 أبريل 2009 على قناة MBS، وكانت من إخراج ياسوهيرو إري.

## قائمة الحلقات
| رقم الحلقة | عنوان الحلقة                                                                                 | تاريخ العرض الأصلي |
| --- | -------------------------------------------------------------------------------------------- | ------------------ |
| 01 | «الخيميائي الفولاذي» "Hagane no Renkinjutsushi" (鋼の錬金術師)                               | 5 أبريل 2009       |
| الأخوان ألفونس وإدورد إلريك اللذان ذاع صيتهما رغم قِصَر الفترة منذ ابتدأ الأخ الأكبر إدورد العمل بها في الجيش يتم استدعاؤهما من قبل القائد الأعلى كنگ برادلي والعقيد روي مستانگ ليلحقا بالخيميائي الهارد آيزاك ماكدوگال. يصنع الأخوان فخًّا ويصطادان الهدف، ولكن بسبب لا مبالاة إدورد يتمكن الخيميائي من الهرب. ثم مع بقية الجيش يواجهان ويحاولان الإمساك به مرة أخرى، ولكنه يقوم بتفعيل عدة دوائر تحويل في سنترال، ما بدأ تحويلًا خيميائيًا أحاط مركز قيادة الجيش بالجليد، ولكن وصول الرائد ألكس آرمسترونگ وبمساعدة روي مستانگ يتمكنان من منع ماكدوگال من إحاطة سنترال بالجليد. يواجه ماكدوگال القائد الأعلى كنگ برادلي أثناء محاولته للهرب، الذي قضى عليه الثاني بسهولة. في النهاية يشكر القائد الأعلى الأخوين إلريك وروي مستانگ لمساعدتهما لإتمام المهمة. |                                                                                              |                    |
| 02 | «يوم البداية» "Hajimari no Hi" (はじまりの日)                                                | 12 أبريل 2009      |
| 03 | «مدينة الهرطقة» "Jakyō no Machi" (邪教の街)                                                  | 19 أبريل 2009      |
| 04 | «معاناة خيميائي» "Renkinjutsushi no Kunō" (錬金術師の苦悩)                                   | 26 أبريل 2009      |
| 05 | «مطر الأحزان» "Kanashimi no Ame" (哀しみの雨)                                                | 3 مايو 2009        |
| 06 | «طريق الأمل» "Kibō no Michi" (希望の道)                                                      | 10 مايو 2009       |
| 07 | «حقائق مخفية» "Kakusareta Shinjitsu" (隠された真実)                                          | 17 مايو 2009       |
| 08 | «المختبر الخامس» "Daigo Kenkyūsho" (第五研究所)                                              | 24 مايو 2009       |
| 09 | «مشاعر مصنوعة» "Tsukurareta Omoi" (創られた想い)                                             | 31 مايو 2009       |
| 10 | «وجهات منفصلة» "Sorezore no Yukusaki" (それぞれの行く先)                                     | 7 يونيو 2009       |
| 11 | «معجزة في رَش ڤالي» "Rasshu Barē no Kiseki" (ラッシュバレーの奇跡)                            | 14 يونيو 2009      |
| 12 | «الواحد هو الكل، والكل هم الواحد» "Ichi wa Zen, Zen wa Ichi" (一は全、全は一)                | 21 يونيو 2009      |
| 13 | «وحوش دبلِث» "Daburisu no Kemono-tachi" (ダブリスの獣たち)                                    | 28 يونيو 2009      |
| 14 | «أولئك الذين يتخفون في الأعماق» "Chika ni Hisomu Mono-tachi" (地下にひそむ者たち)            | 5 يوليو 2009       |
| 15 | «مبعوث من الشرق» "Tōhō no Shisha" (東方の使者)                                               | 12 يوليو 2009      |
| 16 | «آثار أقدام من زميل-في-الجيش» "Tomo no Ashiato" (戦友の足跡)                                 | 19 يوليو 2009      |
| 17 | «لهب بارد» "Reitetsu na Honō" (冷徹な焔)                                                     | 26 يوليو 2009      |
| 18 | «الكف المتعجرف للبشري الصغير» "Chiisa na Ningen no Gōman na Tenohira" (小さな人間の傲慢な掌) | 2 أغسطس 2009       |
| 19 | «موت الذي لا يموت» "Shinazaru Mono no Shi" (死なざる者の死)                                  | 9 أغسطس 2009       |
| 20 | «أب عند القبر» "Bozen no Chichi" (墓前の父)                                                  | 16 أغسطس 2009      |
| 21 | «تقدم الأحمق» "Gusha no Zenshin" (愚者の前進)                                                | 30 أغسطس 2009      |
| 22 | «مساندات من بعيد» "Tōku no Senaka" (遠くの背中)                                              | 6 سبتمبر 2009      |
| 23 | «فتاة في ميدان المعركة» "Ikusaba no Shōjo" (戦場の少女)                                      | 13 سبتمبر 2009     |
| 24 | «داخل البطن» "Hara no Naka" (腹の中)                                                         | 20 سبتمبر 2009     |
| 25 | «بوابة الظلام» "Yami no Tobira" (闇の扉)                                                     | 27 سبتمبر 2009     |
| 26 | «لمّ شمل» "Saikai" (再会)                                                                     | 4 أكتوبر 2009      |
| 27 | «احتفال هازاما» "Hazama no Utage" (狭間の宴)                                                 | 11 أكتوبر 2009     |
| 28 | «أوتو-ساما (باحترام وتوقير) أب» "Otō-sama" (おとうさま)                                      | 18 أكتوبر 2009     |
| 29 | «كفاح المغفل» "Gusha no Agaki" (愚者の足掻き)                                                | 25 أكتوبر 2009     |
| 30 | «إبادة الإشبال» "Ishuvāru Senmetsusen" (イシュヴァール殲滅戦)                                | 1 نوفمبر 2009      |
| 31 | «وعد الـ520 سنز» "Gohyaku Nijū Senzu no Yakusoku" (520センズの約束)                          | 8 نوفمبر 2009      |
| 32 | «ابن القائد الأعلى» "Daisōtō no Musuko" (大総統の息子)                                       | 15 نوفمبر 2009     |
| 33 | «جدار برگز الشمالي» "Burigguzu no Hokuheki" (ブリッグズの北壁)                               | 22 نوفمبر 2009     |
| 34 | «ملكة الثلج» "Kōri no Joō" (氷の女王)                                                        | 29 نوفمبر 2009     |
| 35 | «شكل هذه الدولة» "Kono Kuni no Katachi" (この国のかたち)                                     | 6 ديسمبر 2009      |
| 36 | «صورة عائلية» "Kazoku no Shōzō" (家族の肖像)                                                 | 13 ديسمبر 2009     |
| 37 | «الهومنكلس الأول» "Hajimari no Homunkurusu" (始まりの人造人間（ホムンクルス）)               | 20 ديسمبر 2009     |
| 38 | «صراع في باسكول» "Bazukūru no Gekitō" (バズクールの激闘)                                     | 27 ديسمبر 2009     |
| 39 | «حلم يقظة» "Hakuchū no Yume" (白昼の夢)                                                      | 10 يناير 2010      |
| 40 | «هومنكلس» "Homunkurusu" (フラスコの中の小人)                                                 | 17 يناير 2010      |
| 41 | «الهاوية» "Naraku" (奈落)                                                                    | 24 يناير 2010      |
| 42 | «مؤشرات الهجوم المضاد» "Hangeki no Kizashi" (反撃の兆し)                                     | 31 يناير 2010      |
| 43 | «عضة النملة» "Ari no Hito Kami" (蟻のひと噛み)                                               | 7 فبراير 2010      |
| 44 | «التسارع على صمام كامل» "Barinbarin no Zenkai" (バリンバリンの全開)                          | 14 فبراير 2010     |
| 45 | «اليوم الموعود» "Yakusoku no Hi" (約束の日)                                                  | 21 فبراير 2010     |
| 46 | «ظلال تلوح في الأفق» "Semaru Kage" (迫る影)                                                  | 28 فبراير 2010     |
| 47 | «مبعوث الظلام» "Yami no Shisha" (闇の使者)                                                   | 7 أمارس 2010       |
| 48 | «الوعد في الخندق» "Chikadō no Chikai" (地下道の誓い)                                         | 14 مارس 2010       |
| 49 | «تأثير الذرية» "Oyako no Jō" (親子の情)                                                      | 21 مارس 2010       |
| 50 | «ثورة في المركز» "Sentoraru Dōran" (セントラル動乱)                                          | 28 مارس 2010       |
| 51 | «الفيلق الخالد» "Fushi no Gundan" (不死の軍団)                                               | 4 أبريل 2010       |
| 52 | «قوة الجميع» "Minna no Chikara" (みんなの力)                                                 | 11 أبريل 2010      |
| 53 | «لهب الانتقام» "Fukushū no Honō" (復讐の炎)                                                  | 18 أبريل 2010      |
| 54 | «خلف الجحيم» "Rekka no Saki ni" (烈火の先に)                                                 | 25 أبريل 2010      |
| 55 | «نهج الكبار في الحياة» "Otona-tachi no Ikizama" (大人たちの生き様)                           | 2 مايو 2010        |
| 56 | «عودة القائد الأعلى» "Daisōtō no Kikan" (大総統の帰還)                                       | 9 مايو 2010        |
| 57 | «رحيل أبدي» "Eien no Itoma" (永遠の暇)                                                       | 16 مايو 2010       |
| 58 | «تضحيات» "Hitobashira" (ひとばしら)                                                          | 23 مايو 2010       |
| 59 | «نور مفقود» "Ushinawareta Hikari" (失われた光)                                               | 30 مايو 2010       |
| 60 | «عين جنة، بوابة أرض» "Ten no Hitomi, Chi no Tobira" (天の瞳、地の扉)                         | 6 يونيو 2010       |
| 61 | «ذلك الذي يود ابتلاع الإله» "Kami o Nomikomishi Mono" (神を呑みこみし者)                     | 13 يونيو 2010      |
| 62 | «هجوم مضاد عنيف» "Seizetsunaru Hangeki" (凄絶なる反撃)                                       | 20 يونيو 2010      |
| 63 | «الجانب الآخر من البوابة» "Tobira no Mukōgawa" (扉の向こう側)                                | 27 يونيو 2010      |
| 64 | «نهاية الرحلة» "Tabiji no Hate" (旅路の涯)                                                   | 4 يوليو 2010       |